# Brunnstaåsen
Brunnstaåsen är ett naturreservat i Flens kommun  i Södermanlands län.
Området är naturskyddat sedan 1959 och är 9 hektar stort. Reservatet omfattar mark på en cirka 200 meter bred rullstensås och består av barrskog med inslag av lövträd.